# Auf Winnetous Spuren
Auf Winnetous Spuren (Originaltitel: The Iroquois Trail) ist ein US-amerikanischer Western aus dem Jahr 1950 von Phil Karlson.
Der deutsche Verleihtitel suggeriert die Verfilmung einer Erzählung von Karl May, jedoch basiert das Drehbuch dieser Co-Produktion von Edward Small Productions und Reliance Productions auf Motiven des Romanzyklus Lederstrumpf von James Fenimore Cooper. Der englischsprachige Originaltitel des Films ist The Iroquois Trail (wörtlich: Der Irokesenpfad).

## Handlung
Der Krieg zwischen Großbritannien und Frankreich wirkt sich 1755 auch auf die britischen Kolonien in Nordamerika aus. Das britische Hauptquartier in Albany liegt in der Nähe eines alten indianischen Kriegspfades, des Iroquois Trail. Captain West übergibt Colonel Thorne, Vater seiner ehemaligen Freundin Marion, eine Nachricht. Thorne beordert seine Offiziere zu sich und informiert sie, dass der französische General Montcalm mit seinen Truppen und den alliierten Kriegern der Huronen an der Grenze steht und die Garnison Crown Point bedroht. Er befiehlt Sergeant Cutler eine Nachricht nach Crown Point zu bringen, in der vor einem bevorstehenden Angriff gewarnt wird. Der Scout Sam Girty soll zusammen mit seinem indianischen Gefährten Ogane Cutler zum Haus seiner Mutter führen, das an dem Indianerpfad liegt.
Die Männer erreichen das Haus. Als sich Cutler verabschieden will, wird er von Girty niedergeschossen, der sich des Warnschreibens bemächtigt. Girty fordert Ogane, in Wahrheit ein Häuptling der Huronen, auf, den Toten zu skalpieren, damit es nach einem Überfall von Indianern aussieht. Bevor es dazu kommt, erscheint Falkenauge, Ma Cutlers zweiter Sohn und damit Tom Cutlers Bruder. Zusammen mit seinem Gefährten Sagamore nimmt er Girty und Ogane unter Feuer, die jedoch entkommen können.
Girty lässt Ogane das Schreiben zu General Montcalm bringen. Er selber behauptet Lieutenant Blakely gegenüber, Cutler habe das Schreiben freiwillig einem Huronen übergeben. Während Ma Cutler ihren Sohn Tom pflegt, findet Falkenauge Girty in einem Saloon. Girty kann erneut entkommen.
General Johnson erfährt, dass Crown Point angegriffen wurde. Er schickt Captain West ins nahe gelegene Fort Williams, Marion soll ihn begleiten und Ogane als Führer dienen. Falkenauge und Sagamore begleiten den Trupp. Sie erreichen Fort Williams, das kurz darauf angegriffen und belagert wird. Als den Belagerten das Schießpulver auszugehen droht, soll Ogane auf Befehl von Lieutenant Blakely Nachschub bringen. Ogane trifft sich heimlich mit Captain Brownell, einem französischen Spion in englischer Uniform. Falkenauge und Sagamore folgen Ogane und platzen in das Gespräch. Nicht ahnend, dass Brownell ein feindlicher Spion ist, beschuldigt Falkenauge Ogane des Verrats. Brownell will seine Waffe auf Falkenauge richten, der aber schneller ist und Brownell tötet. Falkenauge und Sagamore werden festgenommen und ins Gefängnis gesperrt.
Die Huronen brechen ins Fort durch und entführen Marion. Ogane plant, sie zu heiraten. Marion wird von Falkenauge und Sagamore vor der Hochzeit befreit. Bei der Flucht kommt Sagamore durch einen Tomahawk ums Leben. Später im Fort wird West zum Bataillonskommandeur befördert. Falkenauge wird der neue Scout.

## Produktion
Gedreht wurde der Film von Anfang Oktober bis Anfang November 1949 am Big Bear Lake und in den Motion Picture Center Studios in Los Angeles.

## Stab und Besetzung
Robert Priestley war der Szenenbildner.
In kleinen nicht im Abspann erwähnten Nebenrollen traten Iron Eyes Cody und Harry Cording auf.
Für Brenda Marshall war es die letzte Filmrolle.

## Veröffentlichung
Die Premiere des Films fand am 16. Juni 1950 statt. In der Bundesrepublik Deutschland kam er am 26. Oktober 1951 in die Kinos, in Österreich im August 1952.

## Kritiken
Das Lexikon des internationalen Films schrieb: „Western für bescheidene Ansprüche.“
Der TV Guide befand, es sei eine Fülle von Rotröcken und Indianern, die ein Doppelspiel betreiben, vorhanden. Das Drehbuch bleibe jedoch an der Oberfläche.